# Abraham Szlonski
Abraham Szlonski, także Avraham Shlonsky (ur. 6 marca 1900, zm. 18 maja 1973 w Tel Awiwie) – żydowski poeta, publicysta i tłumacz.

## Życiorys
Urodził się 6 marca 1900 roku w obwodzie połtawskim, w chasydzkiej rodzinie. W 1913 roku wyjechał do szkoły w Jafie, jednak okres I wojny światowej spędził na terenie Rosji. Na początku lat 20. XX wieku wyjechał do Palestyny, gdzie z początku utrzymywał się z pracy przy robotach drogowych i w polu. Na miejscu brał udział w życiu literackim, m.in. redagując czasopisma prezentujące awangardę literatury hebrajskiej. Tworzył poezję, eseje i tłumaczenia, szybko stając się naczelnym głosem lewicowych literatów Tel Awiwu lat 30. i 40. Występował przeciwko tradycji Chajima Nachmana Bialika, zapoczątkowując nurt symbolizmu w literaturze hebrajskiej. Jego poezję charakteryzuje wykorzystanie kolokwialnego języka i neologizmów. Znaczna część jego poezji porusza tematy odrzucenia przez żydowskich imigrantów zachodnich wartości oraz powstawania państwa Izrael. Do jego tomików poetyckich należą Dewaj (1924), Szirej hamapolet we-hapijus (1938), Al milet (1957). Tłumaczył na hebrajski twórczość m.in. Bertolta Brechta, Nikołaja Gogola, Aleksandra Puszkina i Williama Shakespeareʼa, poszerzając zasób słów współczesnego języka hebrajskiego. Tworzył także poezję dla dzieci. Zmarł 18 maja 1973 roku w Tel Awiwie.

## Nagrody
- Nagroda Czernichowskiego (1946) Shlonsky otrzymał za wzorcowe tłumaczenie (Eugeniusz Oniegin Aleksandra Puszkina, Hamlet  Williama Szekspira).
- Nagroda Bialika (1959) wraz z Eliezerem Steinmanem
- Nagroda Izraela (1967)